# Weidensee (Mühlhausen)

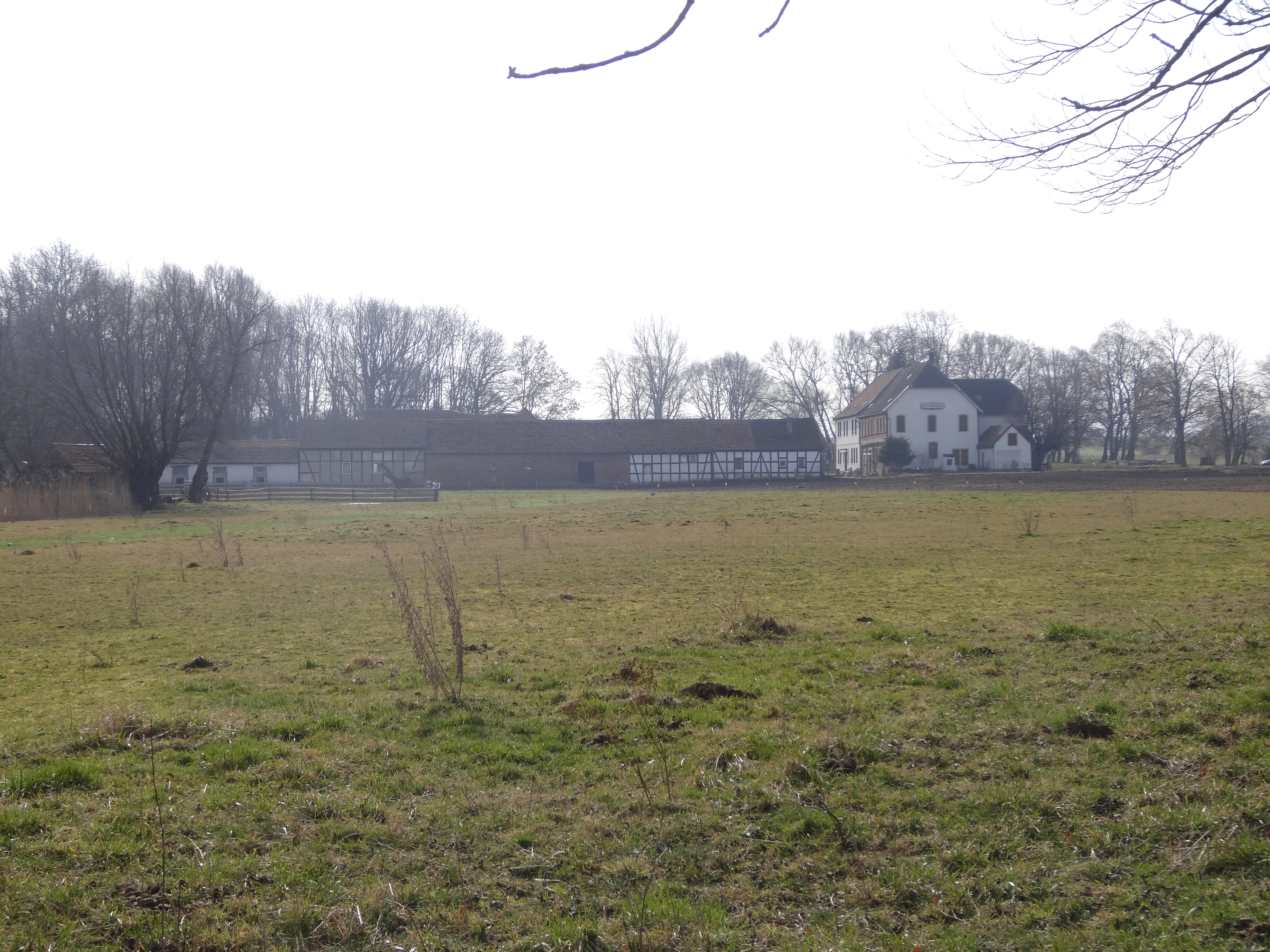
Blick auf Gut Weidensee

Weidensee ist ein Gut im Gebiet der Stadt Mühlhausen im Unstrut-Hainich-Kreis in Thüringen. Zum Ort Weidensee gehören neben dem Gut noch einige weitere Häuser.

## Lage
Weidensee befindet sich in der Nähe der Thomasquelle und dem einst ausgehobenen Thomasteich. Sein Überlauf fließt in den Felchtaer Bach, der in die Unstrut mündet. Die Ansiedlung und das Gut liegen an der Kreisstraße 206 südwestlich von Mühlhausen im Hügelland des Thüringer Beckens. Im Westen liegt der Hainich mit dem Mühlhäuser Stadtwald.

## Geschichte
Weidensee wurde 1206 erstmals urkundlich genannt, es gehörte zu dieser Zeit den Herren von Weidensee. Die Stadt Mühlhausen erwarb 1302 die Dorfstelle, die ab Mitte des 15. Jahrhunderts wüst war. Der Ort gehörte seitdem zum Gebiet der Reichsstadt Mühlhausen. 1802/03 kam das Gebiet zu Preußen. Zwischen 1807 und 1813 gehörte der Ort zum Kanton Dorla im Königreich Westphalen, bevor er 1816 dem Landkreis Mühlhausen i. Th. in der preußischen Provinz Sachsen angegliedert wurde, zu dem er bis 1945 gehörte.
Um 1700 entstand das heutige Gutsanwesen, welches sich bis 1938 in Privatbesitz befand und dann von der Stadt erworben wurde. 1957 entstand auf dem Gelände eine Schweinemastanlage der LPG „Aktivist“ Popperode und später der LPG Niederdorla. 1993 wurde das Anwesen an einen Investor verkauft, der einen Reiterhof mit Landhotel plante.